# Koczurki
Koczurki é uma aldeia no distrito administrativo de Gmina Trzebnica, no condado de Trzebnica, Baixa Silésia, no sudoeste da Polónia.
Localiza-se a aproximadamente 10 km a norte de Trzebnica e 30 km a norte de Wrocław.